# National Register of Historic Places in den Föderierten Staaten von Mikronesien
Vom National Register of Historic Places der USA wurden 26 Orte in den Föderierten Staaten von Mikronesien als historische Stätten aufgenommen.

## Chuuk
Dublon
- Japanisches Militärhauptquartier

Puluwat-Atoll
- Japanischer Leuchtturm

Tol
- Fauba

Truk
- Schiffswracks in der Lagune von Chuuk

Weno
- St. Xavier Academy
- Tonnachau Mountain
- Tonotan Guns and Caves
- Sitzungshaus in Wiichen

## Kosrae
Lelu
- Ruinen von Leluh

Walung
- Likinlulem
- Safonfok

## Pohnpei
Kolonia
- Chief Agriculturist House
- Deutscher Friedhof
- Japanisches Wasserkraftwerk
- Japanischer Schrein
- Japenische Grundschule
- Katholischer Kirchturm
- Massengrab von Sokehs (Aufstand der Sokehs)
- Spanische Mauer

Sokehs
- Japanische Artilleriestraße und Gelände von Pohndolap

Temwen
- Nan Madol

## Yap
Balebat
- Sitzungshaus in Rull

Colonia
- O'Keefe's-Insel
- Spanisches Fort

Rull
- Dinay

Yap
- Bechiel